# Convent de la Merced
L'antic convent de la Merced a Ciudad Real (Espanya), fundat en 1613, és en l'actualitat el Museu de la Merced. Des de 2008 és un Bé d'interès cultural, amb categoria de monument immoble.

## Història
Fundat en 1613, en temps de Felip III, pel capità en les colònies d'Amèrica, Andrés Lozano, qui a la seva mort va deixar 1000 ducats per a la fundació d'un convent de Mercedaris descalços. Les obres van començar en 1621, després de l'adquisició i posterior demolició de diverses cases situades en el seu actual solar, posant-se la primera pedra en 1622.
En 1821 ocupen el convent els religiosos d'Argamasilla de Alba i en 1835 queda buit a conseqüència de les lleis desamortitzadores espanyoles de Mendizábal. Posteriorment, l'edifici va passar a propietat de la Diputació Provincial.
Des de 1843 fins a 1995 es transforma en l'institut de segon ensenyament Santa María de Alarcos, que va ser el primer centre d'ensenyament superior que va existir a la província de Ciudad Real després de la clausura de la Universitat d'Almagro.
En 2002, la Diputació Provincial reverteix l'immoble a l'Estat, i finalment es produeix la segregació i cessió de l'antic convent a la Junta de Comunitats de Castella-la Manxa per a ús cultural. Com a Museu de la Merced es va inaugurar el 4 de novembre del 2005.

## Edifici
Es desconeix l'autoria de les traces del convent i l'església, si bé se sospita que fossin obra d'un religiós del mateix orde, costum habitual en l'arquitectura religiosa del segle xvii. El que va ser convent dels Mercedaris Descalços de Ciudad Real, estava format per l'Església actual, tot l'edifici del que va ser Institut d'Ensenyament Secundari de Nuestra Señora de Alarcos, i part de l'actual Palau de la Diputació, apareixent l'església encastada entre els dos edificis.
El primitiu convent ha sofert modificacions en ser adaptat a les necessitats del seu posteriors usos; excepte l'antic claustre monacal i les restes de paraments que flanquegen l'entrada. Ocupa un solar de dos mil metres quadrats i té gairebé tres mil cinc-cents de superfície construïda.
El claustre és el primitiu, amb petites adaptacions realitzades al segle xix. Respon a la tipologia de claustre barroc amb un cert classicisme. Es compon d'un primer cos format per arcs de mig punt de trasdós motllurat sobre pilastres impostades. Les galeries es cobreixen amb voltes de canó, arcs faixons i llunetes, conservant el seu estat primitiu. El segon cos es va remodelar igualment al segle xix, seguint la tipologia imposada en la façana; i afegint una escala d'accés a la segona planta, de tipus palatí, que es divideix en dos trams.
Per la seva banda, la façana consta d'una senzilla portada adintlelada en pedra; als costats del qual es conserven dos paraments en carreu encoixinat amb certs trets vignolescos. La resta, presenta una bella façana on els buits es distribueixen simètricament, tota ella articulada per grans pilastres toscanes sobre plantes, que sostenen els entaulaments que forma la cornisa. Aquesta façana, que denota el seu gran classicisme, està perfectament integrada amb les restes primitives. Els seus murs de façana estan realitzats amb maó de teular, igual que la plementeria de la volta. Tot això estava revocat amb morter de calç.
L'actual església de la Mercèd (Santa María del Prado), antigament integrant del mateix convent, és avui independent i dedicada al culte religiós.
Recentment s'han descobert pintures murals en la planta alta, similars a les descobertes a l'Església de la Mercè, així com dues estades subterrànies.

## Localització i accessibilitat
- Direcció: Plaça de los Mercedarios s/n.
- Telèfon: 926 254 334.
- Horari: de dilluns a dissabte de 10:00 a 19:00 hores, i diumenges de 10:00 a 14:00 hores.